# Земля дрожит
«Земля дрожит» (итал. La terra trema) — кинофильм режиссёра Лукино Висконти, вышедший на экраны в 1948 году. Фильм основан на романе Джованни Верги «Семья Малаволья» (I Malavoglia). Лента получила международный приз на Венецианском кинофестивале.

## Сюжет
Фильм рассказывает о семье Валастро, потомственных рыбаках, проживающих в маленьком сицилийском городке Ачи Трецца. Они тяжёло работают, однако их улова едва хватает, чтобы сводить концы с концами, в то время как скупщики рыбы неплохо наживаются на чужом труде. Однажды Антонио Валастро, молодой человек, успевший повидать мир во время службы на флоте, объявляет, что отныне его семья не будет иметь никаких дел со скупщиками и начнёт своё собственное дело. Под залог дома они покупают соль и консервируют всю пойманную рыбу, чтобы потом продать её. Однако другие рыбаки не последовали примеру семьи Валастро, а справиться с заведённым порядком в одиночку совсем не просто…

## Создание фильма
В 1947 году Висконти вместе со своими молодыми ассистентами Франческо Рози и Франко Дзеффирелли прибыл на Сицилию, в маленький рыбацкий городок Ачи Трецца, чтобы наблюдать за изменениями в жизни простого народа и заодно сделать экранизацию романа Верги, о чём он долго мечтал. Режиссёр остался здесь на семь месяцев, итогом стало эпическое повествование о жизни сицилийских рыбаков, снятое в духе итальянского неореализма. Планировалось, что это будет первая часть трилогии о жизни трудового народа: две последующие должны были рассказывать о борьбе сицилийских шахтёров и крестьян. Однако в итоге денег хватило лишь на «эпизод у моря». Все актёры, занятые в ленте, были найдены здесь же, на месте событий — это рыбаки и их семьи, разговаривающие на своём местном диалекте, не понятном в континентальной Италии. Для пояснения событий и отчасти для перевода диалогов персонажей на итальянский был записан дикторский текст.

## В ролях
- Лукино Висконти, Антонио Пьетранджели, Амилькаре Петтинелли — голос за кадром
- В основных ролях задействованы непрофессиональные актёры:
  - Антонио Арчидьяконо — Антонио
  - Джузеппе Арчидьяконо — Коло
  - Неллуччия Джаммона — Мара
  - Агнезе Джаммона — Лучия
  - Мария Микале — мать
  - Никола Касторино — Никола
  - Роза Костанцо — Недда
  - Розарио Гальваньо — дон Сальваторе
  - Лоренцо Валастро — Лоренцо